# Гридасов Дмитро Тихонович
Дмитро́ Ти́хонович Грида́сов (рос. Гридасов Дмитрий Тихонович; нар. 23 лютого 1925 — пом. 16 січня 1945) — червоноармієць  Робітничо-селянської Червоної Армії, учасник німецько-радянської війни, Герой Радянського Союзу (1945).

## Біографія
Народився 23 лютого 1925 року в селі Рубанівці (нині — Великолепетиський район  Херсонській області  України) в сім'ї коваля. Закінчив неповну середню школу, працював у колгоспі. На початку війни опинився в окупації, був підпільником, поширював листівки, брав участь в актах саботажу і диверсії. Після визволення Рубанівки Гридасова призвали на службу в Робітничо-селянську червону армію. З жовтня 1943 року — на фронті. Був кулеметником 846-го стрілецького полку 267-ї стрілецької дивізії  51-ї армії  4-го Українського фронту. Відзначився під час визволення Криму.
Вночі проти 8 квітня 1944 року Гридасов у складі радянських підрозділів перейшов через Сиваш у районі селища Герої Сивашу (Каранка)  Джанкойського району  Кримської області, таємно підібрався до ворожих траншей і атакував їх. Кулеметним вогнем Гридасов завдав противнику великих втрат. Коли загинула обслуга сусіднього кулемета, він підібрався до нього і далі вів вогонь. Дії Гридасова сприяли відбиттю німецької контратаки. У тому бою він особисто знищив 9 німецьких вогневих точок і 1 кулеметну обслугу, а також кілька десятків солдатів і офіцерів.  13—14 квітня 1944 року Гридасов спільно з товаришами в районі селища Зуя Білогірського району відбив 5 контратак противника. У тому бою він зазнав поранення, але поля бою не покинув і далі боровся, знищивши 60 солдатів і офіцерів.

Погруддя в Рубанівці

16 січня 1945 року Гридасов у бою за  чехословацьке місто Кошиці, коли вогонь з дзоту зупинив просування радянських частин, таємно підібрався до нього і кинув зв'язку гранат в амбразуру, знищивши гарнізон дзоту, але й сам загинув при цьому. Похований у селі Мокранці біля міста Кошиці в  Словаччині.
Указом Президії  Верховної Ради СРСР від 24 березня 1945 року за «зразкове виконання бойових завдань командування на фронті боротьби з німецькими загарбниками і проявлені при цьому відвагу і геройство» червоноармієць Дмитро Гридасов посмертно удостоєний звання  Героя Радянського Союзу. Був також нагороджений  орденом Леніна і медаллю.
Бюст Гридасова встановлений в Рубанівці.